# Linnea Torstenson
Linnea Marie Torstenson (Eskilstuna, 30 de marzo de 1983) es una ex jugadora de balonmano sueca que jugaba de lateral derecha. Forma parte del Salón de la Fama de la EHF.

## Trayectoria

### Clubes
Torstensson tuvo una exitosa carrera a nivel de clubes, jugando para varios equipos de alto nivel en Europa. Su paso por clubes en países como Dinamarca, Rumania y Francia, entre otros, la destacó como una de las jugadoras más versátiles y respetadas del balonmano europeo.
Comenzó a jugar al balonmano en su país natal. Desde el 2004 al 2008 jugó con el Skövde HF (excepto una corta cesión en el GOG Svendborg danés) que terminó con una liga sueca. Inició su segunda incursión en la liga Danesa con el Aalborg DHF y el FCM Håndbold, con el que consiguió un entorchado (además de una dura lesión de hombro que la tuvo apartada de los terrenos de juego). 
Jugó con el RK Krim desde el 2010 al 2012, año en el que salió por los problemas económicos del club esloveno. Y firmó por el Midtjylland (posteriormente convertido en el Ikast). Tras dos temporadas con el club danés llegó al todopoderoso CSM de Bucarest en el 2014 (tras un breve paso por el Viborg HK), equipo con el que ganó la Liga de Campeones de 2016 que luce su palmarés. Tras su periplo en Rumanía fichó, junto a la española Carmen Martín, por el Niza, con la que salió en el 2019 camino de Bucarest, dónde terminó su carrera después de 12 años como profesional fuera de su país, jugando en cinco países diferentes y ganando ligas en cuatro de los cinco.

#### Trayectoria de clubes[11]
- –2004: IFK Strängnäs
- 2004–07:  Skövde HF
- 2007:  GOG Svendborg
- 2007–08:  Skövde HF
- 2008–10:  Aalborg DH
- 2010–12:  FCM Håndbold
- 2012–14:  RK Krim
- 2014:  Viborg HK
- 2014–17:  CSM București
- 2017–19:  Nice Handball
- 2019–20: CSM București

### Selección
Representó a Suecia en numerosos torneos internacionales, incluidos tres Juegos Olímpicos (2008, 2012, 2016), los Campeonatos Mundiales y los Campeonatos Europeos de Balonmano en la época de mayores éxitos de la escuadra nacional (dos medallas en los años 2010 y 2014). Su habilidad para marcar goles y su liderazgo en la cancha la convirtieron en una jugadora clave en su selección.
Torstenson jugó 143 partidos anotando 595 goles. En 2010, se convirtió en subcampeona de Europa, competición en la que también fue elegida como la mejor jugadora y terminó como la segunda máxima goleadora con 48 goles. 

## Títulos y galardones

### Selección nacional
- 1 x  Medalla de Plata en el Campeonato de Europa de 2010
- 1 x  Medalla de Bronce en el Campeonato de Europa de 2014

### Clubes

##### Competiciones internacionales
- 1 x Liga de Campeones (2016)
- 1 x Recopa de Europa (2014)
- 1 x EHF European League (2011)

##### Competiciones nacionales[16]
- 2 x Liga Danesa (2011 y 2014)
- 3 x Liga Rumana (2015, 2016, 2017)
- 1 x Liga sueca (2008)
- 1 x Liga Eslovena (2013)
- 2 x Copa de Rumanía (2016, 2017)
- 2 x Bucharest Trophy (2014, 2015)
- 1 x Carpathian Trophy (2015)

### Galardones individuales
- Ciudadana honoraria de la ciudad de Bucharest (2016)[17]
- Jugadora más valiosa (MVP) del Campeonato de Europa de 2010[18]
- Mejor defensora por el portal Handball-Planet.com: 2014[19]
- Jugadora del año en Suecia (2010, 2011)
- Mejor defensora de la Liga Rumana (2017)[20]